# Asteroidbältet

Bild av asteroidbältet som kretsar mellan Mars och Jupiter.

Asteroidbältet, numera även kallat huvudasteroidbältet eller huvudbältet, för att skilja det från Kuiperbältet vars existens upptäcktes 1992, är det asteroidbälte som ligger i en ring runt solen och som befinner sig mellan planeterna Mars och Jupiter. År 2001 var 60 000 asteroider med relativt väl bestämda banor kända.
De fyra största asteroiderna heter Ceres, Pallas, Juno och Vesta. Dessa upptäcktes mellan 1801 och 1807, och räknades fram till cirka 1855 som planeter innan man i stället började kalla dem småplaneter. Ceres räknas sedan den 24 augusti 2006 som en dvärgplanet.

## Uppkomsten
Förut trodde man att asteroidbältet var resterna efter en planet eller måne som hade kolliderat eller krossats. Den uppfattningen har de flesta inte längre[källa behövs], för om man lägger ihop alla asteroiders massor blir diametern på ”klumpen” väldigt liten i förhållande till en vanlig planet.
Man tror numera att asteroiderna och stenarna är byggmaterial som blivit över. Orsaken är att när solsystemet bildades så låg all materia som en skiva för att sedan "klumpa ihop sig". Klumparna blev senare planeter, men asteroidbältet drogs mellan solens och Jupiters dragningskraft, vilket gjorde att klumparna inte blev planeter.

## Utforskning
Den första sond som besökt asteroidbältet var Pioneer 10. Detta skedde den 16 juli 1972. På den tiden fanns det en oro över att alla föremål i bältet skulle skada farkoster som passerade området. Sedan dess har asteroidbältet passerats av Pioneer 11, Voyager 1 och Voyager 2, Galileo, Cassini-Huygens, NEAR Shoemaker, Ulysses och New Horizons utan några problem. Då asteroiderna ligger mycket glest inom bältregionen är oddsen att en rymdsond skulle träffa någon av dem mindre än en på miljonen.
Bara NEAR- och Hayabusasonderna har varit utskickade specifikt för att studera asteroider, dessa asteroider ligger dock förhållandevis nära jorden. Sonden Dawn skickades ut för att studera Ceres i huvudbältet och på vägen dit även Vesta.

## Extrasolära bälten
Man har även upptäckt cirkumstellära skivor runt andra solar i universum.
| Stjärna         | Avstånd (ljusår) | Bana (AU) |
| --------------- | ---------------- | --------- |
| Epsilon Eridani | 10,5             | 35–75     |
| Vega            | 25               | 86–200    |
| AU Microscopii  | 33               | 210       |
| HD 69830        | 41               | <1        |
| 55 Cancri       | 41               | 27–50     |
| HD 139664       | 57               | 60–109    |
| HD 53143        | 60               | ?         |
| Beta Pictoris   | 63               | 25–550    |
| Zeta Leporis    | 70               | 2,5–12,2  |
| HD 107146       | 88               | 130       |
| Fomalhaut       | 133              | 25        |
| HD 12039        | 137              | 5         |
| HR 4796 A       | 220              | 200       |
| HD 141569       | 320              | 400       |
| HD 113766       | 430              | 0,35–5,8  |

### Fotnoter
1. ↑  Jacob Wennbom (24 februari 2007). ”Så var de bara åtta”. Uppsala universitet. http://www.diva-portal.se/smash/get/diva2:213485/FULLTEXT01.pdf. Läst 18 mars 2016.
2. ↑  Malin Sandström (24 augusti 2006). ”Pluto inte längre en planet”. Dagens nyheter. http://www.dn.se/nyheter/vetenskap/pluto-inte-langre-en-planet/. Läst 18 mars 2016.